# Интерферометрический модулятор
Дисплей на основе интерферометрической модуляции (IMOD) — технология формирования изображения от компании Qualcomm, известная под названием Мирасол (Mirasol), в основе которой лежит идея формирования цветного изображения методом интерференции световых волн, точно так же, как это происходит в природе, например, в крыльях бабочки. Если точнее — как в резонаторе Фабри — Перо.
Каждый пиксель IMOD-матрицы представляет собой микроэлектромеханическую систему (МЭМС) и состоит из двух элементов: полупрозрачной плёнки на стеклянной подложке и расположенной под ней примерно в 1 мкм отражающей металлической мембраны, толщина зазора управляется электричеством. Пиксель может находиться в двух состояниях: в открытом и закрытом. В зависимости от заряда, пиксель переходит в открытое или закрытое состояние, между плёнкой и мембраной образуется больший или меньший зазор и обратно через плёнку проходит отражённый от мембраны свет определённой частоты — например, красный, синий или зелёный свет. Чёрный цвет пикселя формируется при закрытом состоянии элемента, когда пиксель отражает в ультрафиолетовом диапазоне.
Пиксели бистабильны — то есть, теоретически, требуют затрат энергии лишь на переключение. Яркостью управляют за счёт количества рядом стоящих активированных пикселей (субпикселей). Переключение происходит очень быстро, за десятки микросекунд, что примерно в 1000 раз быстрее, чем у обыкновенных дисплеев (аналогично матрицам DLP-проекторов, так же являющимся микроэлектромеханическими системами).
Экраны, сделанные по этой технологии, в настоящее время уже доступны на рынке. С мая 2007 года корейская компания Ubixon применяет такие экраны в промышленных масштабах, в беспроводных наушниках с интерфейсом Bluetooth. Также, они используются в шлемах Bluetooth ARWH1 от Acoustic Research, системе мониторинга Showcare (Корея), MP3-плеерах линейки Hisense Freestyle Audio, мобильных телефонах от тайваньских Inventec и Cal-Comp. Также  LG объявила о разработке одного или нескольких телефонов, использующих Mirasol. Все эти продукты являются монохромными.
С цветным дисплеем была выпущена электронная книга KYOBO, имевшая ограниченный успех. Также были выпущены электронные часы с дисплеем Mirasol.